# Маунт-Олів (округ Куса, Алабама)
Маунт-Олів (англ. Mount Olive) — переписна місцевість (CDP) в США, в окрузі Куса штату Алабама. Населення — 311 особа (2020).

## Географія
Маунт-Олів розташований за координатами 33°4′33″ пн. ш. 86°7′55″ зх. д. / 33.07583° пн. ш. 86.13194° зх. д. (33.075742, -86.132046).  За даними Бюро перепису населення США в 2010 році переписна місцевість мала площу 21,55 км², з яких 21,55 км² — суходіл та 0,01 км² — водойми.

## Демографія
Згідно з переписом 2010 року, у селищі мешкала 371 особа в 133 домогосподарствах у складі 93 родин. Густота населення становила 17 осіб/км².  Було 161 помешкання (7/км²).
Расовий склад населення:
| - 74,9 % — білих - 23,2 % — чорних або афроамериканців - 0,5 % — корінних американців |

До двох чи більше рас належало 1,3 %. Частка іспаномовних становила 0,5 % від усіх жителів.
За віковим діапазоном населення розподілялося таким чином: 27,0 % — особи молодші 18 років, 64,1 % — особи у віці 18—64 років, 8,9 % — особи у віці 65 років та старші. Медіана віку мешканця становила 32,8 року. На 100 осіб жіночої статі у селищі припадало 94,2 чоловіків;  на 100 жінок у віці від 18 років та старших — 90,8 чоловіків також старших 18 років.
Медіана доходів становила 32 125 доларів для чоловіків та 19 583 долари для жінок. За межею бідності перебувало 1,7 % осіб, у тому числі 0,0 % дітей у віці до 18 років та 26,3 % осіб у віці 65 років та старших.
Цивільне працевлаштоване населення становило 160 осіб. Основні галузі зайнятості: транспорт — 18,1 %, освіта, охорона здоров'я та соціальна допомога — 15,6 %, будівництво — 15,6 %.